# Caála
Caála é uma cidade e município da província do Huambo, em Angola.
Tem 3 680 km² e cerca de 373 mil habitantes. O município da Caála localiza-se na parte central da província do Huambo tendo como limites a norte o municípios da Ecunha, a leste o município de Huambo, a sul o município de Chipindo, e a oeste os municípios de Longonjo e Caconda.
O município é constituído pela comuna-sede, correspondente à cidade de Caála, e pelas comunas de Cuíma, Calenga e Catata.
Forma com a cidade do Huambo e com a cidade de Ecunha uma grande área conurbada, a virtual Região Metropolitana do Huambo.

## História
Antes da formação do reino do Huambo, um dos grandes Estados ovimbundos, Caála era uma área de culto sob domínio do clã Nganda, no século XV, centrada na chamada Pedra Caué. Os ovimbundos da província do Huambo formaram-se pela fusão dos Nganda com dois clãs nômades vindo do Cuanza Sul, mais especificamente da região de Cela. Os clãs de Cela eram liderados por Wambu Kalunga e Sunguandumbu, que entraram em acordo com os Nganda para também se estabeleceram naquele local, a que deram o nome de Nganda-ya-Kawe, que também é grafado como Ganda-a-Caué ou Ganda de Caué. Estava assim formada a localidade de Caála, nas cercanias de 1650, que foi elevada a ombala (cidade-capital) do reino do Humabo. O reino teve como primeiro rei justamente a Wambu Kalunga.
Com o tempo o nome La-Kawhé ou Caué foi sendo modificado e adaptado até tornar-se o termo Caála, já no século XIX. Neste período, já era um próspero centro de comércio entre os ovimbundos e os portugueses, que se fixaram no litoral.

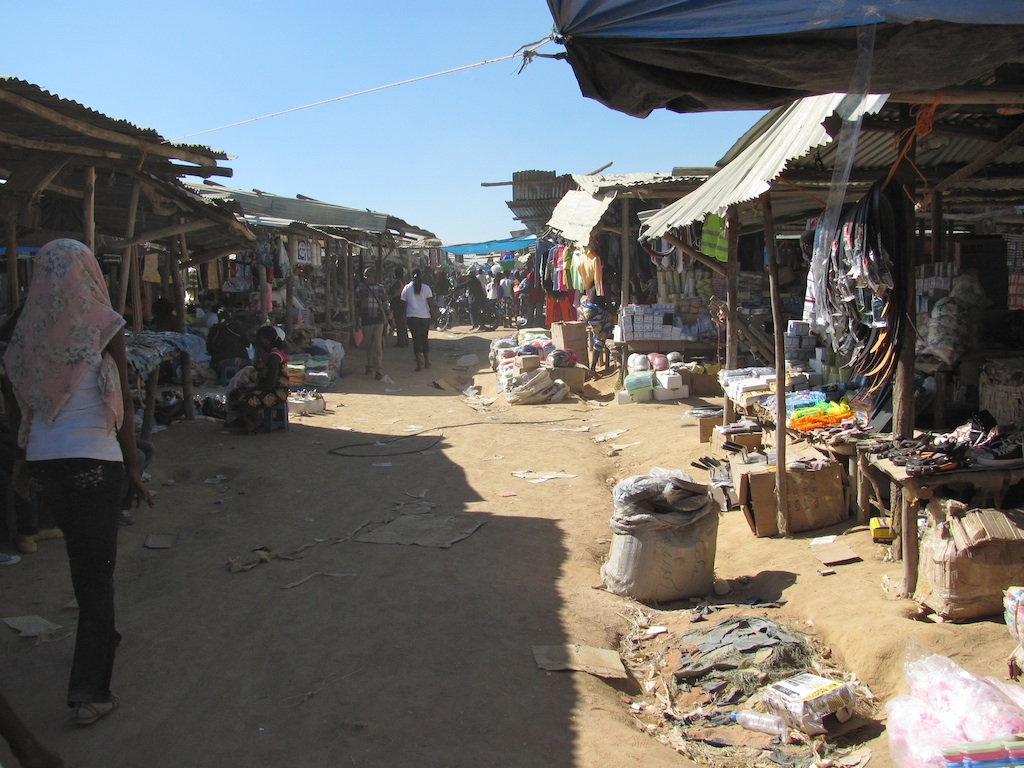
Mercado de rua de Caála, em 2010.

Caála permaneceu como ombala do reino do Huambo até o século XIX, quando intensas guerras na zona planáltica a devastou, fazendo com que a capital dos huambinos fosse transferida para Huambo-Cabral Moncada (atual Lépi).
Após alguns anos destruída e abandonada, o desenvolvimento de Caála retomou-se com a chegada do Caminho de Ferro de Benguela, em 1912. Pertenceu, até 1922, à circunscrição do Huambo. Entre 1922 e 1934 pertenceu à circunscrição do Lépi, quando esta foi transferida para a Caála. Em 1956 foi elevada a concelho.
Entre 1912 e 1970 designou-se Vila Robert Williams, em homenagem ao magnata britânico Robert Williams que impulsionou a construção do Caminho de Ferro de Benguela.
Em 15 de julho de 1970 passou à categoria de cidade e município, passando a designar-se Caála.
Em 2002, no fim da guerra civil angolana, Caála albergou um centro de ajuda humanitária dos Médicos Sem Fronteiras.

## Economia

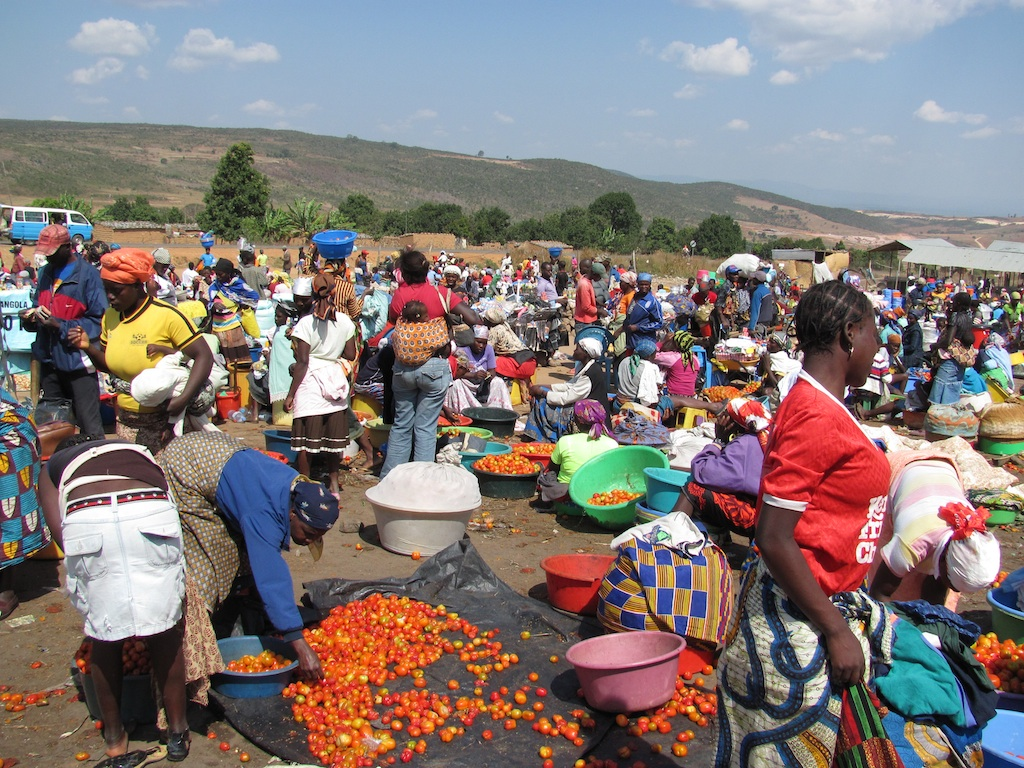
Feira-livre a céu aberto na Caála, em 2010.

A Caála é um dos destaques nacionais na produção de trigo e massango. Os rios que cortam o território municipal são fontes de pesca segura e fazem movimentar uma importante economia popular, principalmente ao sul do município, onde há o lago da Central Hidroelétrica do Gove.

## Infraestrutura
Caála é um dos grande entrocamentos logísticos da nação, na medida em que conecta as importantes rodovias EC-343 (Caála-Ecunha) EN-120 (Huambo-Caála-Cuíma) e EN-260 (Caála-Calenga), servindo de conexão destas com o Caminho de Ferro de Benguela. A Estação Ferroviária Robert Williams está localizada nesta cidade.
Ao sul do território municipal há o represamento das águas do rio Cunene para formar a Central Hidroelétrica do Gove, com a usina geradora instalada numa vila (Gove) do município da Caála.

## Esportes
Sedia ainda a equipe futebolística Clube Recreativo da Caála, que manda seus jogos no Estádio dos Mártires da Caála.<[carece de fontes?]